# Rue des Jeûneurs
La rue des Jeûneurs est située dans le 2e arrondissement de Paris, dans le quartier du Mail.

## Situation et accès
On accède à la rue par les stations de métro :
- Grands Boulevards (lignes 8 et 9)
- Bonne-Nouvelle (lignes 8 et 9)
- Bourse (ligne 3)
- Sentier (ligne 3)

## Origine du nom
Son nom vient de l'altération de « rue des Jeux-Neufs », car au XVIIe siècle, des jeux de boules venaient d'être établis sur cet ancien chemin de ronde, entre l'enceinte de Louis XIII (les Grands Boulevards sont à l'emplacement des fossés) et celle de Charles V (l'ancien nom de la rue d'Aboukir était la « rue des Fossés-Montmartre »).

## Historique
L'ancienne « rue des Jeux-Neufs » allait de la rue du Sentier à la rue Montmartre, tandis que la section entre les rues Poissonnière et du Sentier portait le nom de « rue Saint-Roch » où « petite rue Saint-Roch », avant de fusionner en 1846.

## Bâtiments remarquables et lieux de mémoire
- No 44 : le peintre fresquiste Pierre-Henri Ducos de La Haille (1889-1972) reçut, en 1922, la commande de réaliser sa fresque La Mer, dans l'ancienne école des garçons, aujourd'hui lycée Jean-Baptiste-Lulli[2].

## Pour approfondir